# Bögyös Fredegár
Bögyös Fredegár (Fredegar Bolger) J. R. R. Tolkien A Gyűrűk Ura című művének egyik kitalált szereplője. Peter Jackson filmadaptációjában nem szerepel.
Hobbit, Megye-lakó. Bögyös Odovakár és Tuk Rosamunda fia, a Bögyös család tagja, Bugylakról származik. Fiatalkorában Zsákos Frodó közeli barátja volt. Azon kevés hobbit között volt, aki tudta, hogy Frodónál van a Gyűrű.
Amikor 3018-ban Frodó, Samu, Trufa és Pippin Völgyzugolyba mentek a Gyűrűvel, ő bármennyire is a barátjuk volt, nem tartott velük, félt az Öregerdőtől és a Megye elhagyásától. Ezért a Megyében maradt, Frodó Töbörlyuki házában, és segített leplezni Frodóék távozását, illetve üzenettel várta Gandalfot. A nazgûlok, akik Frodót keresték Töbörlyukban, majdnem megölték, ő azonban elmenekült és riadóztatta egész Bakföldet.
Amikor a Megye Lothó, később Szarumán irányítása alá került, Fredegár egy lázadó csoport élére állt, akik a Rémdombok környéki banditák ellen küzdöttek, búvóhelyükről, a Kotoréklikakból. Azonban elfogták és bebörtönözték, és a nagyüregi zártlikba vetették. A bebörtönzés alatt kiéheztették, nagyon lefogyott és legyöngült. Végül a Megye felszabadítása és a morotvai csata után Frodó és társai szabadították ki.
Beceneve Pufi volt, mivel azonban bezárták és kiéheztették, kiszabadítása után már senki nem hívta így.
Volt egy húga, Estella, aki a háború után feleségül ment Trufához.
A könyv korábbi tervezeteiben Fredegárnak még sokkal nagyobb szerepet szánt Tolkien. Így például a könyv korai változataiban ő is elment Völgyzugolyba, ahol a Tanács őt is kinevezte a Gyűrűtársaság tagjává, ötödik hobbitként (később az ő helyére került a Gyűrű Szövetségébe Boromir).